# Ferdinand Blumentritt

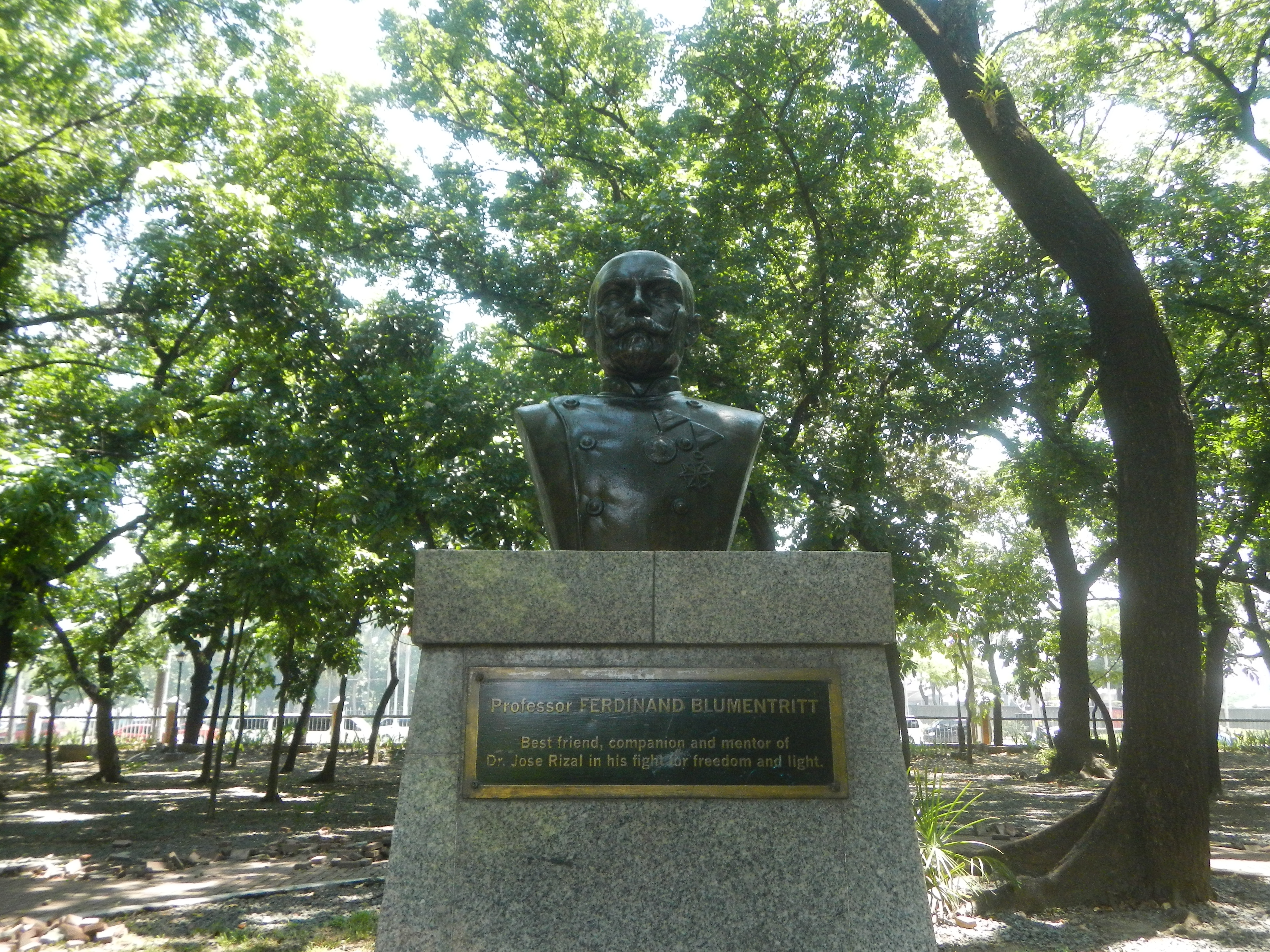
Popiersie Blumentritta w manilskiej Lunecie

Ferdinand Blumentritt (ur. 10 września 1853, zm. 20 września 1913) – austriacki etnograf i pedagog.
Urodził się w Pradze, wówczas wciąż jeszcze części rządzonej przez Habsburgów monarchii austriackiej. Był bratankiem pisarza Ferenca Virághalmiego, miał również częściowo hiszpańskie pochodzenie. Jego prababka była potomkiem Andrésa Alcaraza, gubernatora generalnego Filipin. Żarliwy katolik, głęboko przekonany o monopolu na prawdę dzierżonym przez swój kościół. Nauczyciel i dyrektor szkoły średniej w Litomierzycach. Znany nade wszystko z bliskiej przyjaźni z filipińskim bohaterem narodowym, José Rizalem, był jego mentorem, jak również jednym z jego najbliższych powierników. Ich korespondencja wzajemna stanowi jedno z istotniejszych źródeł dla badaczy szeroko pojętej tematyki rizaliańskiej, jak również dla historyków zajmujących się Filipinami w ogólności. 
Powszechnie uznawany za jednego z ojców współczesnej filipinistyki, obok Wenceslao Retany oraz Epifania de los Santosa. Pomimo swojego ogromnego zainteresowania tym konkretnym zakątkiem Azji, samego archipelagu nigdy nie odwiedził. Przyjaźń z Rizalem uczyniła zeń zażartego krytyka hiszpańskiej polityki kolonialnej, mimo relatywnie poprawnych relacji z samymi władzami hiszpańskimi. Przyniosła mu także trwałe miejsce w pamięci historycznej Filipin. Podczas gdy Austrii jak również w Czechach, na których obecnym terytorium spędził znaczną część życia jest postacią w zasadzie nieznaną, w wyspiarskim, azjatyckim kraju upamiętniony został w spektakularny sposób. Jego imię noszą ulice w wielu miastach tego kraju. W samej tylko stołecznej Manili unieśmiertelniony jako patron ulicy, dystryktu czy stacji kolejowej. 
Jest autorem szeregu prac poświęconych Filipinom, w tym Die Chinesen auf den Philippinen. (1879), Holländische Angriffe auf die Philippinen im 16., 17., und 18. Jahrhundert. (1880), Vocabular einzelner Ausdrücke und Redensarten, welche dem Spanischen der philippinischen Inseln eigenthümlich sind. (1882-1885), Diccionario mitologico de Filipinas. (1885), Die Philippinen. Eine übersichtliche Darstellung der ethnographischen und historischpolitischen Verhältnisse des Archipels. (1900),  Alphabetisches Register der Reifeprüfungsvorschriften. (1909) oraz Alphabetisches Verzeichnis der gebräuchlichsten Aquarellfarben. (1910). Poza opracowaniami naukowymi zajmował się również dorobkiem literackim swego filipińskiego przyjaciela. Spod jego pióra wyszło tłumaczenie Noli me tangere na niemiecki. Napisał również przedmowę do jej kontynuacji, El filibusterismo.
Poliglota, poza swoim ojczystym niemieckim władał także hiszpańskim, portugalskim, francuskim, niderlandzkim, włoskim, angielskim oraz tagalskim. Zmarł w Litomierzycach, tam też został pochowany. Koszty wesela Dolores, jedynej córki Blumentritta, zostały częściowo pokryte przez rewolucyjne władze Filipin. List w tej sprawie, opatrzony podpisem prezydenta Emilio Aguinaldo poleca również zakup mebli do trzypokojowego mieszkania pary młodej jak również uiszczenie należności za jego wystrój. Osobliwy dokument, w swym hiszpańskojęzycznym oryginale, przechowywany jest obecnie w archiwum państwowym w Czeskich Budziejowicach.